# سالی پیرسون
سالی پیرسون (انگلیسی: Sally Pearson) ورزشکار استرالیایی در رشته دوومیدانی است. او در سالهای ۲۰۱۲ و ۲۰۰۸ به ترتیب طلا و نقره المپیک را در ماده دو ۱۰۰ متر بامانع گرفت و در سال ۲۰۱۱ نیز قهرمان مسابقات جهانی شد. او مدال نقره مسابقات جهانی ۲۰۱۳ را نیز در کارنامه دارد.